# Manuela Ferreira Leite
Maria Manuela Dias Ferreira Leite (wym. [mɐnuˈɛlɐ fɨˈʁɐjɾɐ ˈlɐjtɨ]; ur. 3 grudnia 1940 w Lizbonie) – portugalska polityk i ekonomistka, minister edukacji w latach 1993–1995 i minister finansów od 2002 do 2004. Przewodnicząca Partii Socjaldemokratycznej (PSD) w latach 2008–2010.

## Życiorys
Manuela Ferrera Leite pochodzi z rodziny o tradycjach prawniczych. W 1963 ukończyła ekonomię w Instituto Superior de Ciências Económicas e Financeiras (wyższym instytucie nauk ekonomicznych i finansowych) w Lizbonie. Pracowała m.in. jako badacz w centrum ekonomiczno-finansowym w ramach instytucji badawczej Instituto Gulbenkian de Ciência, a także w Banco de Portugal, portugalskim banku centralnym. Od 1986 do 1990 była jednym z dyrektorów generalnych w Ministerstwie Finansów.
W 1985 wstąpiła do Partii Socjaldemokratycznej. Od 1990 do 1991 była sekretarzem stanu ds. budżetu, a w 1993 zastępcą tegoż sekretarza stanu.  W 1991 po raz pierwszy została wybrana do Zgromadzenia Republiki. W wyborach w 1995, 1999 i 2002 uzyskiwała reelekcję na kolejne kadencje. W latach 1996–2001 pełniła funkcję wiceprzewodniczącej, a w latach 2001–2002 przewodniczącej klubu parlamentarnego PSD.
Od grudnia 1993 do października 1995 zajmowała stanowisko ministra edukacji w rządzie premiera Aníbala Cavaco Silvy. 6 kwietnia 2002 powróciła do rządu obejmując funkcję ministra finansów w gabinecie José Manuela Barroso, którą pełniła do 16 lipca 2004. W lipcu 2004 została konsultantem w Banco de Portugal, a w 2006 objęła administratorem w Banco Santander.
31 maja 2008 na konwencji partyjnej została wybrana na nową przewodniczącą Partii Socjaldemokratycznej, zastępując Luísa Filipe Menezesa. Funkcję tę sprawowała do 26 marca 2010, kiedy to kierownictwo w PSD przejął Pedro Passos Coelho. Od 2009 do 2011 ponownie zasiadała w portugalskim parlamencie.
Odznaczona m.in. Krzyżem Wielkim Orderu Chrystusa, a także Krzyżem Wielkim Orderu Infanta Henryka. W 2016 powołana na kanclerza portugalskich orderów cywilnych.